# Egy igazi Lármás Halloween
Az Egy igazi Lármás Halloween (eredeti cím: A Really Haunted Loud House) 2023-ban bemutatott amerikai filmvígjáték, amelyet Jonathan Judge rendezett. A Karácsony a Lármás házban után ez a második, Judge által rendezett élőszereplős Lármás család-film. A főbb szerepekben Wolfgang Schaeffer, Jahzir Bruno, Lexi DiBenedetto, Eva Carlton, Sophia Woodward, Catherine Ashmore Bradley, Annaka Fourneret, Aubin Bradley, Mia Allan, Ella Allan, Lexi Janicek, August Michael Peterson, Jolie Jenkins és Brian Stepanek látható.
Az Amerikai Egyesült Államokban 2023. szeptember 28-án mutatták be a Nickelodeon-on és a Paramount+-on. Magyarországon 2024. október 27-én jelenik meg a Nickelodeon-on.

## Cselekmény
Halloweenkor Lármás Lincoln és legjobb barátja, Clyde McBride ellentmondásba kerülnek, amikor eldöntik, hogy a csokit vagy csalást és a családi halloweent választják-e, vagy részt vesznek Xander Coddington, az iskola menő új fiúja és a közösségi média influencerének Halloween partiján. Lincoln és Clyde végül úgy döntenek, hogy kihagyják a családi halloweent és elmennek Xander Halloween partijára, ami csalódást okoz a családjának. Bár a dolgok bonyolódnak, amikor Rita úgy dönt, hogy a családja fogproblémái miatti aggodalma miatt fogkeféket szolgál fel édesség helyett, ami néhány gyerek haragját szítja fel a gyerekek fogszuvasodására való tekintettel. Xander és barátai azonban tartogatnak néhány trükköt a tarsolyukban, és hamarosan úgy döntenek, hogy terrorizálják a Lármás házat. Lincolnnak, a családjának és Clyde-nak össze kell fognia, hogy megvédjék a házukat és megmentsék Halloweent.

## Szereplők
| Szereplő                 | Szinész                   | Magyar hang             |
| ------------------------ | ------------------------- | ----------------------- |
| Lármás Lincoln           | Wolfgang Schaeffer        | Tóth Csanád             |
| Clyde McBride            | Jahzir Bruno              | Berecz Kristóf Uwe      |
| Lármás Lori              | Lexi DiBenedetto          | Pekár Adrienn           |
| Lármás Leni              | Eva Carlton               | Csuha Borbála           |
| Lármás Luna              | Sophia Woodward           | Dobó Enikő              |
| Lármás Luan              | Catherine Ashmore Bradley | Molnár Ilona            |
| Ifjabb. Lármás Lynn      | Annaka Fourneret          | Engel-Iván Lili         |
| Lármás Lucy              | Aubin Bradley             | Dolmány-Bogdányi Korina |
| Lármás Lana              | Mia Allan                 | Nagy Zselyke            |
| Lármás Lola              | Ella Allan                | Blazsó Regina           |
| Lármás Lisa              | Lexi Janicek              | Bak Julianna            |
| Lármás Lily              | August Michael Peterson   | Sipos Eszter Anna       |
| Lármás Rita              | Jolie Jenkins             | Ősi Ildikó              |
| Idősebb. Lármás Lynn     | Brian Stepanek            | Holl Nándor             |
| Todd (hangja)            | Brian Stepanek            | Geri Tamás              |
| Liam Hunnicutt           | Gavin Maddox Bergman      | Holló-Zsadányi Norman   |
| Stella Zhau              | Trinity Jo-Li Bliss       | Prokópius Maja          |
| Zach Gurdle              | Mateo Castel              | Rostás Ábel             |
| Rusty Spokes             | Nolan Maddox              | Ács Balázs              |
| Phillip "Flip" Philipini | Kevin Chamberlin          | Bácskai János           |
| Xander Coddington        | Martin Fajardo            | Gáll Dávid              |
| Johnny                   | Shylo Molina              | Peregovits Dániel       |
| Paul Coddington          | Anthony Hord              | Baráth István           |
| Dr. Miller               | Jeff Pride                | Bordás János            |
| Barbara                  | Sreedevi Mina             | TBA                     |
| Bob postás               | Wes Martinez              | TBA                     |
| Jenna                    | Summer Schaeffer          | TBA                     |
| Mrs. Coddington          | Lissette Nichols          | TBA                     |

### Magyar változat
- Bemondó: Orosz Gergely
- Magyar szöveg: Horváth Anikó
- Dalszöveg és zenei rendező: Weichinger Kálmán
- Szinkronrendező: Pupos Tímea

A szinkront az Iyuno Hungary készítette.

## A film készítése
A filmet hivatalosan 2023. április 4-én jelentették be. 2023. április 11-én fejeződött be a film forgatása Albuquerque-ben.